# Tohi du Costa Rica
Arremon costaricensis
Espèce
Répartition géographique
Statut de conservation UICN

 LC  : Préoccupation mineure
Le Tohi du Costa Rica (Arremon costaricensis) est une espèce centraméricaine de passereaux de la famille des Passerellidae.

## Répartition
Cet oiseau est endémique de la cordillère de Talamanca. Il se rencontre au Costa Rica et au Panama jusqu'à une altitude maximale de 3 300 m.

## Dénomination
Ce taxon porte en français le nom vernaculaire ou normalisé suivant : Tohi du Costa Rica.

## Systématique
Le nom valide complet (avec auteur) de ce taxon est Arremon costaricensis (Bangs, 1907).
L'espèce a été initialement classée dans le genre Buarremon sous le protonyme Buarremon costaricensis Bangs, 1907,.
Arremon costaricensis a pour synonymes :
- Buarremon costaricensis Bangs, 1907
- Buarremon torquatus costaricensis Bangs, 1907

### Étymologie
Son épithète spécifique, composée de costaric[a] et du suffixe latin -ensis, « qui vit dans, qui habite », lui a été donnée en référence à sa localité type, Boruca au Costa Rica. 

### Publication originale
- (en) Outram Bangs, « On a Collection of Birds from Western Costa Rica », The Auk, Washington, AOS, vol. 24, no 3,‎ juillet 1907, p. 287–312 (ISSN 0004-8038 et 1938-4254, OCLC 636759596 et 1518634, BNF 37574357, DOI 10.2307/4070379, JSTOR 4070379, lire en ligne).